# Lijst van granmans van de Matawai
Dit is een lijst van granmans van de Matawai, een van de marronstammen in Suriname.

## Lijst
| Nr. | Granman                | Periode                        |
| --- | ---------------------- | ------------------------------ |
| 1   | Musinga                | 1760-1778                      |
| 2   | Beku                   | 1778-1788                      |
| 3   | Bojo                   | 1788-1810                      |
| 4   | Kojo                   | 1810-1830                      |
| 5   | Afiti Jongman          | 1830-1853                      |
| 6   | Josua Kalkun           | 1853-1867                      |
| 7   | Noah Adrai Vroomhart   | 1870-1893                      |
| 8   | Johannes King          | 1895-1896                      |
| 9   | Lavanti Agubaka        | 1898-1901                      |
| 10  | Matili                 | 1905-1908                      |
| 11  | Koso                   | 1913-1918 (niet geïnstalleerd) |
| 12  | Asaf Kine              | 1926-1947                      |
| 13  | Alfred Johannes Abonné | 1950-1980                      |
| 14  | Oscar Charles Lafanti  | 1981-2009                      |
| 15  | Lesley Valentijn       | 2011-heden                     |

Trio/Wayana (lijst) · 
Aluku (lijst) · 
Aukaners (lijst) · 
Kwinti (lijst) · 
Matawai (lijst) · 
Paramaccaners (lijst) · 
Saramaccaners (lijst)
politiek in Suriname · granman · kapitein · basja